# Samuel Soramies
Samuel Soramies (* 30. Juni 1998 in Heidelberg) ist ein deutsch-finnischer Eishockeyspieler, der seit Juli 2024 erneut bei den Adler Mannheim aus der Deutschen Eishockey Liga (DEL) unter Vertrag steht und dort auf der Position des Stürmers spielt. Zuvor war Soramies bereits für einmal für die Adler Mannheim sowie den ERC Ingolstadt und die Augsburger Panther in der DEL aktiv. Mit der deutschen Nationalmannschaft gewann er bei der Weltmeisterschaft 2023 die Silbermedaille.

## Karriere

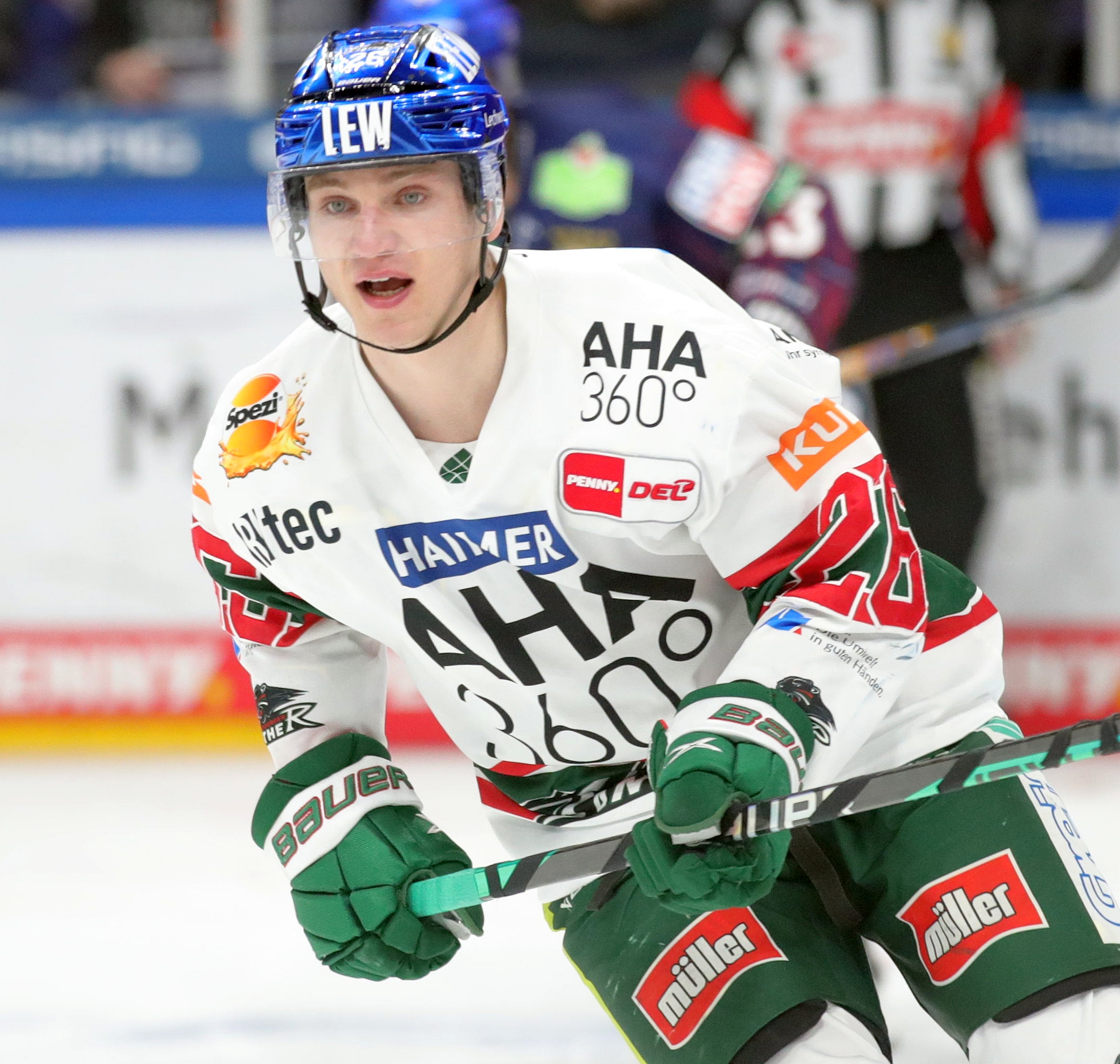
Soramies im Trikot der Augsburger Panther (2023)

Soramies, der Sohn eines Finnen und einer Deutschen, verbrachte seine Juniorenzeit zunächst bis zum Sommer 2017 in der Nachwuchsabteilung des Mannheimer ERC. Mit den sogenannten Jungadlern gewann der Stürmer zwischen 2015 und 2017 dreimal in Folge die Meisterschaft der Deutschen Nachwuchsliga (DNL). Zur Saison 2017/18 wechselte Soramies ins benachbarte Österreich, wo er die Spielzeit in der zweiten Mannschaft des EC Red Bull Salzburg, den RB Hockey Juniors, in der Alps Hockey League absolvierte. Ebenso nahm die Mannschaft am Spielbetrieb der finnischen Nuorten SM-liiga teil.
Bereits nach einer Saison kehrte der Deutsch-Finne aber wieder in sein Geburtsland zurück und erhielt einen Vertrag bei seinem Ausbildungsverein Adler Mannheim aus der Deutschen Eishockey Liga (DEL). Ausgestattet mit einer Förderlizenz pendelte das Talent in den folgenden beiden Spieljahren zwischen dem DEL2-Kader des Kooperationspartners Heilbronner Falken und dem DEL-Aufgebot der Adler Mannheim. Nachdem der Angreifer in der Spielzeit 2019/20 bereits 20 Saisoneinsätze für die Adler bestritten hatte, sicherte sich der ERC Ingolstadt zur Saison 2020/21 frühzeitig die Dienste des Offensivspielers. Bei den Ingolstädtern verbrachte Soramies vor dem Hintergrund der COVID-19-Pandemie ebenfalls zwei Spielzeiten, in denen er sich als DEL-Spieler etablierte. Im Mai 2022 gaben die Augsburger Panther die Verpflichtung des Angreifers zum Spieljahr 2022/23 bekannt. Bei den Fuggerstädtern verbrachte Soramies zwei Spielzeiten, in denen der Klub jeweils nur wegen des fehlenden Aufsteigers aus der DEL2 den Klassenerhalt schaffte.
Im Juli 2024 kehrte Soramies nach vier Jahren zu den Adler Mannheim zurück, wo er bereits im November 2023 – und damit vor der Verpflichtung von Trainer und Sportdirektor Dallas Eakins – einen langfristigen Vertrag unterzeichnet hatte. Da Eakins jedoch kein Interesse an der Neuverpflichtung zeigte, wurde der Spieler offen anderen Vereinen angeboten, jedoch kein Abnehmer gefunden. Letztlich durfte Soramies doch mit der Mannheimer Mannschaft trainieren und gehörte zum Auftakt der Saison 2024/25 auch zum Kader. Aufgrund einer im Oktober 2024 erlittenen Gehirnerschütterung absolvierte der Angreifer im Verlauf der Spielzeit nur zwei Partien für die Adler.

### International

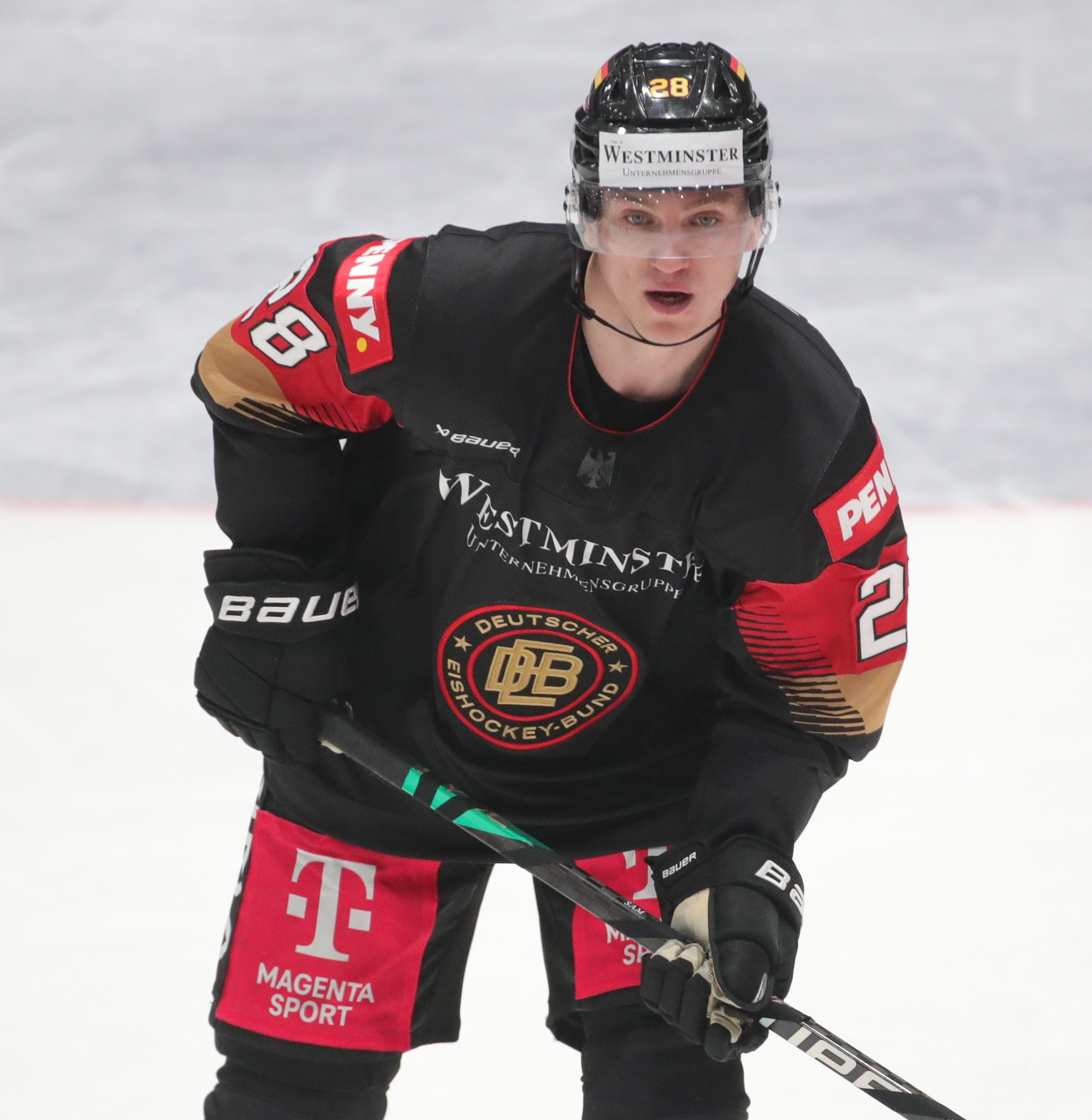
Soramies als Spieler der deutschen Nationalmannschaft (2023)

Auf internationaler Ebene kam Soramies bereits ab der Spielzeit 2013/14 für die Juniorennationalmannschaften des Deutschen Eishockey-Bundes zu Einsätzen. So bestritt er zunächst die U18-Junioren-Weltmeisterschaft der Division IA 2016, bei der die deutsche U18-Nationalmannschaft den zweiten Platz belegte und den Wiederaufstieg verpasste. In der Folge absolvierte der Stürmer die U20-Junioren-Weltmeisterschaft der Division IA 2017, die die deutsche U20-Auswahl ebenfalls als Zweiter abschloss. Ebenso nahm er ein Jahr später erneut an der U20-Junioren-Weltmeisterschaft der Division IA 2018 teil.
Sein Debüt in der A-Nationalmannschaft gab Soramies in der Saison 2019/20. Es dauerte allerdings bis zur Weltmeisterschaft 2022, ehe er für einen Turnierkader nominiert wurde. In der Folge nahm der Angreifer auch an der Weltmeisterschaft 2023 teil. Im Rahmen der Welttitelkämpfe errangen die Deutschen die Silbermedaille. Des Weiteren spielte Soramies beim Deutschland Cup 2022, nachdem er zwei Jahre zuvor bereits mit der B-Auswahl unter dem Namen Top Team Peking am Deutschland Cup 2020 teilgenommen hatte.

## Erfolge und Auszeichnungen
- 2015 DNL-Meister mit den Jungadler Mannheim
- 2016 DNL-Meister mit den Jungadler Mannheim
- 2017 DNL-Meister mit den Jungadler Mannheim

### International
- 2023 Silbermedaille bei der Weltmeisterschaft

## Karrierestatistik
Stand: Ende der Saison 2024/25

### International
Vertrat Deutschland bei:
| - U18-Junioren-Weltmeisterschaft der Division IA 2016 - U20-Junioren-Weltmeisterschaft der Division IA 2017 - U20-Junioren-Weltmeisterschaft der Division IA 2018 | - Weltmeisterschaft 2022 - Weltmeisterschaft 2023 |

(Legende zur Spielerstatistik: Sp oder GP = absolvierte Spiele; T oder G = erzielte Tore; V oder A = erzielte Assists; Pkt oder Pts = erzielte Scorerpunkte; SM oder PIM = erhaltene Strafminuten; +/− = Plus/Minus-Bilanz; PP = erzielte Überzahltore; SH = erzielte Unterzahltore; GW = erzielte Siegtore; 1 Play-downs/Relegation; Kursiv: Statistik nicht vollständig)